# Сальваторе Тодіско
Сальваторе Тодіско (італ. Salvatore Todisco, 30 серпня 1961, Неаполь — 25 листопада 1990) — італійський боксер, призер Олімпійських ігор та чемпіонату Європи серед аматорів.

## Аматорська кар'єра
1982 року Сальваторе Тодіско вперше став чемпіоном Італії. На чемпіонаті Європи 1983 завоював срібну медаль.
- У чвертьфіналі переміг Роберта Маркса (НДР) — 3-2
- У півфіналі переміг Мустафу Генча (Туреччина) — 5-0
- У фіналі програв Ісмаїлу Мустафову (Болгарія) — 0-5

На Олімпійських іграх 1984 завоював срібну медаль.
- У другому раунді переміг Джерарда Гокінса (Ірландія) — 5-0
- У чвертьфіналі переміг Рафаеля Рамоса (Пуерто-Рмко) — 4-1
- У півфіналі переміг Кейта Мвіла (Замбія) — 5-0
- У фіналі не вийшов проти Пола Гонсалеса (США)

На чемпіонаті Європи 1985 програв в першому бою Рене Брайтбарту (НДР).
Не зумів кваліфікуватися на Олімпійські ігри 1988 і 1988 року завершив кар'єру.
1990 року загинув в ДТП.